# آلرگان
آلرگان (انگلیسی: Allergan) شرکت داروسازی ایرلندی است، که در سال ۲۰۱۳ تأسیس شد.